# 纳瓦斯夫里亚斯
纳瓦斯夫里亚斯，是西班牙卡斯蒂利亚-莱昂萨拉曼卡省的一个市镇。 总面积60平方公里，总人口679人（2001年），人口密度11人/平方公里。